# Cyrtandra mareensis
Cyrtandra mareensis là một loài thực vật có hoa trong họ Tai voi. Loài này được Däniker mô tả khoa học đầu tiên năm 1933.